# Будівництво свердловини

Будівництво свердловини (рос. строительство скважины; англ. well drilling (construction); нім. Errichtung f einer Sonde f, Abteufen n einer Bohrung f) — вид будівельного виробництва, яке в залежності від кінцевого результату в плануванні і аналізі господарської діяльності розподіляється на розвідувальне й експлуатаційне.

## Загальний опис
До розвідувального Б.с. відноситься будівництво опорних, параметричних, пошукових і розвідувальних свердловин з метою регіональних досліджень, пошуків і розвідки нафтових і газових родовищ, а також підземних сховищ газу, незалежно від джерел фінансування.
До експлуатаційного Б.с. відноситься будівництво свердловин, призначених для експлуатації нафтових і газових родовищ, тобто буріння видобувних, нагнітальних, оцінювальних, спостережних (контрольних, п'єзометричних), поглинальних, водозабірних свердловин, а також свердловин для експлуатації підземних сховищ газу.
Процес Б.с. складається з таких основних операцій:
- безпосереднього буріння стовбура свердловини;
- здійснення геологічних і геофізичних випробувань;
- кріплення стовбура свердловини сталевими (або іншими) трубами і підготовки свердловини до виконання її основного призначення, наприклад, для видобування нафти.

За іншою класифікацією розрізняють такі етапи будівництва свердловин:
- Підготовчі роботи, виконані до будівництва вишки і монтування обладнання (розчищення площі; планування, риття траншей, прокладання водопроводу і т. ін.);
- Вишкомонтажні роботи (будівництво або перетягування вишки, монтування бурового обладнання, встановлення його на фундамент);
- Підготовчі роботи до буріння (обкатування змонтованого обладнання, оснащення талевої системи тощо);
- Буріння та кріплення свердловини (проходження стовбура, вимірні роботи, спуск в свердловину обсадних колон та їх цементування);
- Випробування свердловин на продуктивність;
- Демонтування обладнання (розбирання вишки, роз'єднання блоків обладнання, підготовка його до перетягування на новий об'єкт).

## Цикл будівництва свердловини
Див. також Виробничий цикл споруджування свердловини
Комплекс робіт з будівництва свердловини, що включає роботи зі спорудження вежі, проводки стовбура свердловини, його кріплення та випробування продуктивних об'єктів. Тривалість циклу охоплює період часу від початку підготовчих робіт до закінчення робіт з демонтажу бурового устаткування. Виробничий цикл будівництва свердловин включає три етапи: будівництво і монтаж бурового устаткування (будуванням веж), проводку і кріплення стовбура свердловини (буріння) і роботи з випробування свердловини на продуктивність, а також час перерв між етапами і всередині етапів, якщо вони мають місце. У тривалість циклу не включається час консервації свердловини. Датою початку циклу є дата початку будівельно-монтажних робіт на свердловиноточці (без витрат часу на складання і комплектацію нового бурового устаткування у монтовані аґреґати). Датою закінчення циклу є дата завершення робіт з випробування свердловини.

## Тривалість будівництва свердловини
Техніко-економічний показник, що характеризує календарний час, який витрачено на виконання всього комплексу робіт для будівництва свердловини або до кінця буріння, якщо свердловина закінчена без випробування. Виражається в днях по свердловинах, будівництво яких закінчено, і складається з календарної тривалості будуванням веж, буріння та випробування, включаючи час перерв між цими етапами циклу будівництва свердловини.

## Техніко-економічні показники будівництва свердловин
Показники, які умовно охоплюють такі групи:
- Показники обсягу робіт — плануються й ураховуються в натуральному та вартісному виразі. До натуральних показників належать: буріння в метрах; верстато-місяці буріння; кількість свердловин, розпочатих будуванням веж; кількість свердловин, розпочатих бурінням;

кількість свердловин, закінчених бурінням; кількість свердловин, закінчених будівництвом (випробовуванням);
кількість свердловин, зданих у експлуатацію, кількість випробуваних об'єктів у процесі буріння й після закінчення буріння. До вартісних показників належать: собівартість обсягу робіт із будівництва свердловин; кошторисна вартість обсягу робіт із будівництва свердловин.
- Показники, що характеризують тривалість будівництва свердловини: тривалість будівництва свердловини, у тому числі по елементах циклу будівництва в днях; баланс календарного часу будівництва свердловини, в тому числі по елементах циклу будівництва, в годинах: циклова швидкість, швидкість буріння, технічна швидкість у метрах на верстато-місяць; механічна та рейсова швидкості, в годинах на метр та ін.
- Показники, що характеризують ефективність режиму буріння: буріння на долото, рейсова швидкість, час буріння одного метра, механічна швидкість та ін.
- Показники, що характеризують геологічно-технічні умови будівництва свердловини: глибина свердловини, а також деякі показники тривалості будівництва свердловини та ефективності режиму буріння (швидкість буріння, механічна швидкість, буріння на долото та ін.). Усі названі показники подаються заметою буріння: розвідувальне та експлуатаційне.

На базі названих основних показників можна одержати додаткові показники, необхідні для планування та аналізу бурових робіт. Наприклад, середній час одного спуску та підняття інструменту, баланс часу у відсотках чи в розрахунку на 1000 м буріння та ін. Для оцінки впливу сезонності (ритмічності)
проведення робіт протягом року, крім зіставлення названих вище показників по місяцях і кварталах, може розраховуватися коефіцієнт сезонності. Для аналізу використовуються й економічні показники будівництва свердловин (собівартість буріння одного метра, продуктивність праці та ін.).
Усі затрати на будівництво свердловини поділяють на дві групи: а) прямі (входять затрати на матеріали, енергію, зарплату, амортизаційні відрахування і т. д.);
б) накладні (утримання керівного апарату, затрати на підготовку кадрів, охорону праці та ін.).
Прямі затрати складають основну частину вартості будівництва. Розрізняють кошторисну, планову та фактичну собівартість.
Основні техніко-економічні показники будівництва свердловин
Основними економічними показниками є собівартість будівництва свердловини, собівартість 1 м проходження і прибуток.
Собівартість спорудження свердловини це сума грошових затрат бурового підприємства на будівництво та випробування, а також на підготовку до здачі свердловини замовнику. Вона включає вартість матеріалів, витрачених при будівництві свердловини; вартість палива і енергії; заробітну плату персоналу з доплатами; амортизаційні відрахування, пов'язані із зносом бурового обладнання; вартість зносу бурильних колон і вибійних двигунів та ряд інших затрат.
Усі затрати на будівництво свердловини поділяють на дві групи: а) прямі (входять затрати на матеріали, енергію, зарплату, амортизаційні відрахування і т. д.); б) накладні (утримання керівного апарату, затрати на підготовку кадрів, охорону праці та ін.).
Прямі затрати складають основну частину вартості будівництва.
Розрізняють кошторисну, планову та фактичну собівартість.